# Villy (Ardennes)
Pour les articles homonymes, voir Villy.
Villy est une commune française, située dans le département des Ardennes en région Grand Est.

## Géographie

### Localisation
|          | Linay               |        |
| Sailly   | Villy               | Fromy  |
| Malandry | La Ferté-sur-Chiers | Margut |

### Géologie et relief, hydrographie
Villy se trouve dans la vallée de la Chiers, affluent de la Meuse. Le village  est implanté sur des terrains liasiques, avec des marnes, des calcaires sableux et ferrugineux, partiellement recouverts par des alluvions de la Chiers. À l'ouest, le ruisseau de Prêle traverse le territoire communal. Le village a été construit sur une terrasse qui le met à l'abri des inondations. Les environs immédiats sont très vallonnés.

### Hydrographie
La commune est dans le bassin versant de la Meuse au sein du bassin Rhin-Meuse. Elle est drainée par la Chiers, le ruisseau de Prele et le ruisseau le Fosse des Dors,.
La Chiers, d'une longueur de 127 km, prend sa source dans la commune de Mont-Saint-Martin et se jette  dans la Meuse à Remilly-Aillicourt, après avoir traversé 46 communes. Elle constitue une limite séparative de la commune sur son flanc est, sur une longueur d'environ 2,4 km.

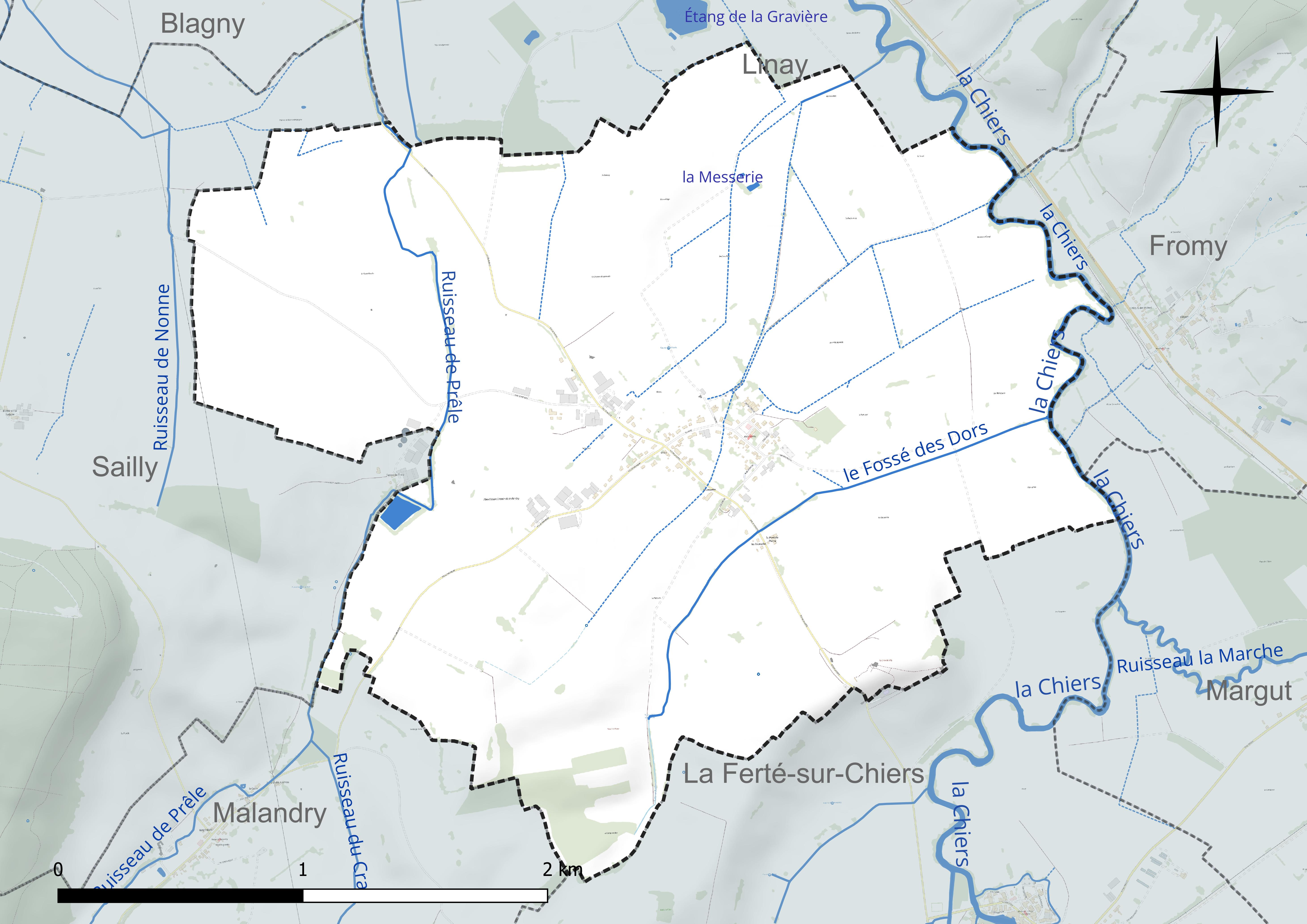
Réseau hydrographique de Villy.

Un plan d'eau complète le réseau hydrographique : la Messerie (0,1 ha),.

### Climat
Pour des articles plus généraux, voir Climat du Grand Est et Climat des Ardennes.
En 2010, le climat de la commune est de type climat de montagne, selon une étude du Centre national de la recherche scientifique s'appuyant sur une série de données couvrant la période 1971-2000. En 2020, Météo-France publie une typologie des climats de la France métropolitaine dans laquelle la commune est exposée à un climat océanique altéré et est dans la région climatique  Lorraine, plateau de Langres, Morvan, caractérisée par un hiver rude (1,5 °C), des vents modérés et des brouillards fréquents en automne et hiver. 
Pour la période 1971-2000, la température annuelle moyenne est de 9,8 °C, avec une amplitude thermique annuelle de 16,2 °C. Le cumul annuel moyen de précipitations est de 950 mm, avec 13,6 jours de précipitations en janvier et 9,4 jours en juillet. Pour la période 1991-2020, la température moyenne annuelle observée sur la station météorologique de Météo-France la plus proche, « Linay », sur la commune de Linay à 2 km à vol d'oiseau, est de 10,4 °C et le cumul annuel moyen de précipitations est de 969,0 mm. 
La température maximale relevée sur cette station est de 42 °C, atteinte le 25 juillet 2019 ; la température minimale est de −24 °C, atteinte le 9 janvier 1985,,. 
Les paramètres climatiques de la commune ont été estimés pour le milieu du siècle (2041-2070) selon différents scénarios d'émission de gaz à effet de serre à partir des nouvelles projections climatiques de référence DRIAS-2020. Ils sont consultables sur un site dédié publié par Météo-France en novembre 2022.

## Urbanisme

### Typologie
Au 1er janvier 2024, Villy est catégorisée commune rurale à habitat dispersé, selon la nouvelle grille communale de densité à 7 niveaux définie par l'Insee en 2022.
Elle est située hors unité urbaine et hors attraction des villes,.

### Occupation des sols
L'occupation des sols de la commune, telle qu'elle ressort de la base de données européenne d’occupation biophysique des sols Corine Land Cover (CLC), est marquée par l'importance des territoires agricoles (94,7 % en 2018), en diminution par rapport à 1990 (100 %). La répartition détaillée en 2018 est la suivante : 
terres arables (63,7 %), prairies (27 %), zones urbanisées (5,3 %), zones agricoles hétérogènes (3,9 %). L'évolution de l’occupation des sols de la commune et de ses infrastructures peut être observée sur les différentes représentations cartographiques du territoire : la carte de Cassini (XVIIIe siècle), la carte d'état-major (1820-1866) et les cartes ou photos aériennes de l'IGN pour la période actuelle (1950 à aujourd'hui).

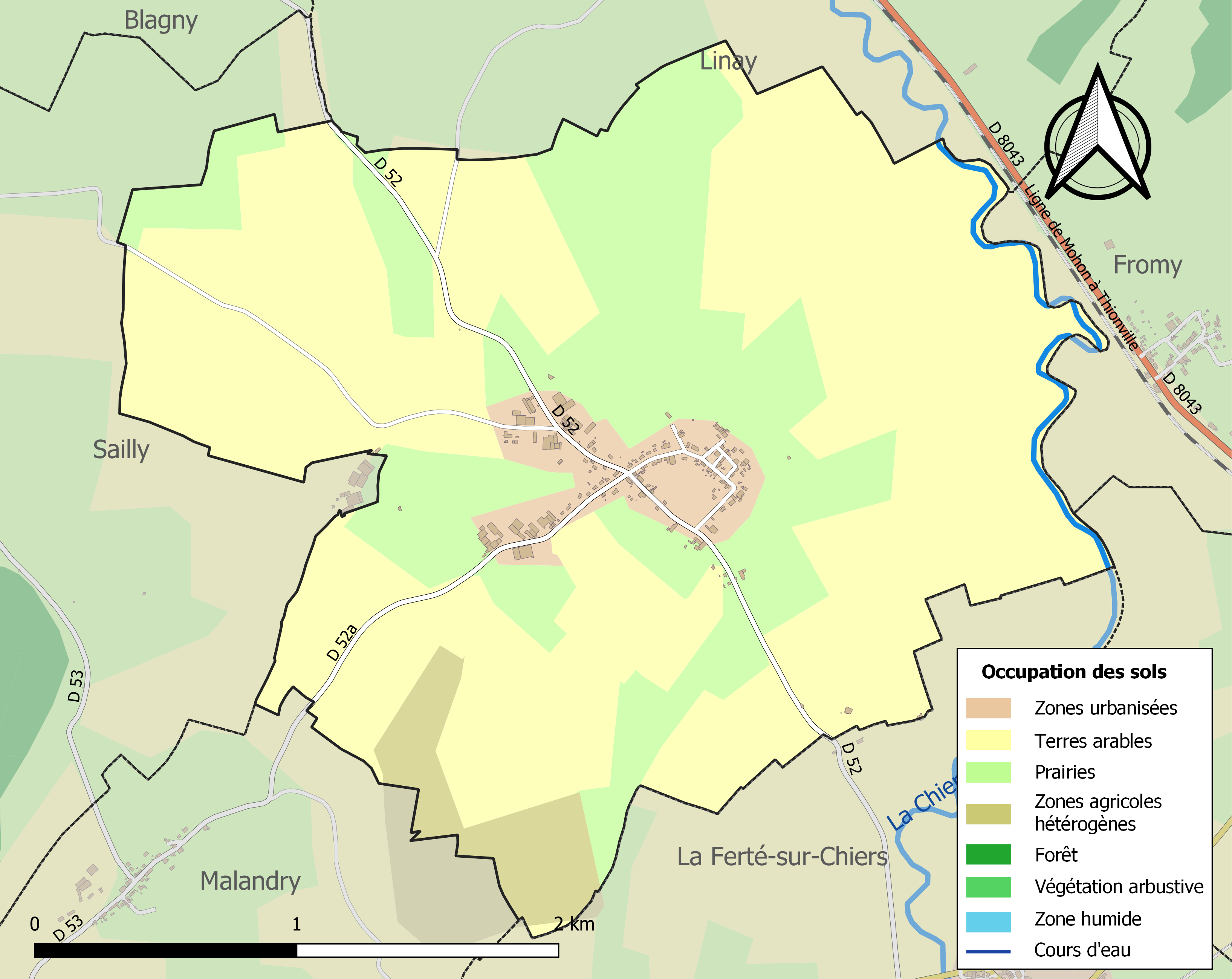
Carte des infrastructures et de l'occupation des sols de la commune en 2018 (CLC).

## Toponymie
Villeio est mentionné en 1094 ou 1097 dans l'acte de donation du prieuré Saint-Gilles de Dun-sur-Meuse. On trouve également, dans le cartulaire de l'abbaye Notre-Dame d'Orval, Vilei en 1138, Viley et Vileys en 1153. La forme Villei est constatée à plusieurs reprises dans des textes du XIIe et XIIIe siècles, de même que Vilhi et Villi. 
Souvent associée à la commune voisine de La Ferté-sur-Chiers en référence à l'ouvrage éponyme, Villy est également appelée Villy-La Ferté.

## Histoire
Le territoire de Villy était déjà habité à l'époque gallo-romaine et des traces d'habitat 
antique, briques, enduits peints, céramiques, etc., ont été repérées au lieu-dit la Croix-Morel. Des sépultures ont été mises au jour dès le milieu du XIXe siècle, ainsi que des sarcophages mérovingiens lors de la reconstruction de l'église, vers 1955. Au Moyen Âge, ce territoire dépend du pagus evodiensis, puis du comté d'Yvois, puis du comté de Chiny et du duché de Luxembourg.
L'église, consacrée à saint Martin, pourrait avoir des fondations du VIe siècle. À la fin du XIIe siècle, cette église relève des abbayes d'Orval et de Saint-Hubert, mais cette dernière cède ses droits à Orval en 1181. L'abbé d'Orval y possède le droit de nommer le curé.
Au XIe siècle, Villy se compose de deux seigneuries. La partie nommée la Hache est donnée au prieuré Saint-Gilles de Dun-sur-Meuse par Vautier de Dun et son épouse Azeline (1097). L'autre partie de la seigneurie appartient au comte de Chiny. En 1342, Villy est affranchi à la loi de Beaumont par Jean l'Aveugle, comte de Luxembourg.
Quarante ans plus tard, Thierry Gehel, prévôt d'Yvois (Carignan) reçoit du duc de Luxembourg l'autorisation de bâtir un château au lieu-dit la Forteresse. En 1443, ce château est assiégé et pris par les troupes de Philippe le Bon, duc de Bourgogne. La forteresse est ensuite rasée. En 1467, Marguerite de Villy, dame d'Auflance, descendante de Thierry Gehel, épouse Colard de Custine et les Custine possèdent Villy jusqu'au XVIIIe siècle.
À la fin du XVIIe siècle, les Ardennes se montrent ouvertes au jansénisme, ainsi que les grandes abbayes de la région, notamment l'abbaye de Juvigny, l'abbaye de Mouzon et l'abbaye d'Orval. Lorsque l'abbé d'Orval, Charles de Bentzeradt, doit remplacer le curé de Villy, dans les années 1680, il fait appel à un professeur de théologie janséniste, Jean Martini, qui devient curé de cette paroisse tout en continuant à enseigner. Il constitue également une société de prêtres du doyenné de Juvigny qui s'assemblent régulièrement chez lui « pour résoudre des cas de conscience ou des problèmes de théologie morale ». Il met même en place une école à Villy, qui concurrence les collèges jésuites de la région. Son influence janséniste irrite. En 1704, il est transféré à Pontarlier, après être resté une vingtaine d'années dans la localité. Les habitants de Villy manifestent leur mécontentement  en envoyant pétition sur pétition: elles restent sans effet,,.
En 1793, un détachement de l'armée du Nord, commandé par le général Loison, incendiaire de l'abbaye d'Orval, campe au sud-est du territoire de la commune, au lieu-dit la Croix de Villy.
Au cours de l'hiver 1939-1940, le village est solidement fortifié afin de servir de point d'appui à l'ouvrage de La Ferté qui domine la localité. En mai 1940, Villy est défendu par des hommes du 23e RIC et du 155e RIF qui résistent aux assauts allemands jusqu'au 18 mai. Le village est alors presque entièrement détruit. L'église Saint-Martin avait été reconstruite au XVIIIe siècle par les moines d'Orval. Elle est détruite, comme l'essentiel du village, en mai 1940. Une nouvelle église est édifiée après la Seconde Guerre mondiale, et est inaugurée en 1963. C'est un bâtiment carré de moins d'une vingtaine de mètres pour chaque côté, avec un toit dissymétrique à quatre pentes, en ardoise, recouvrant des murs de pierres blanches, avec de grandes verrières.  Un clocher-tour surmonte l'édifice, dressé à l'angle des pignons Est et Sud. Un vitrail, réalisé par l'atelier Barillet, éclaire le baptistère. Les fonts baptismaux ont une cuve hexagonale et un couvercle pyramidal. Un autre vitrail éclaire le chœur.

## Politique et administration
| Période                                  | Période                   | Identité                                         | Étiquette | Qualité |
| ---------------------------------------- | ------------------------- | ------------------------------------------------ | --------- | ------- |
| ~ 1844                                   |                           | Dominique Gérard                                 |           |         |
| avant 1995                               | ?                         | Michel Noël                                      | DVD       |         |
| mars 2001                                | En cours (au 23 mai 2020) | Richard Philbiche Réélu pour la mandat 2020-2026 |           |         |
| Les données manquantes sont à compléter. |                           |                                                  |           |         |

## Démographie
L'évolution du nombre d'habitants est connue à travers les recensements de la population effectués dans la commune depuis 1793. Pour les communes de moins de 10 000 habitants, une enquête de recensement portant sur toute la population est réalisée tous les cinq ans, les populations de référence des années intermédiaires étant quant à elles estimées par interpolation ou extrapolation. Pour la commune, le premier recensement exhaustif entrant dans le cadre du nouveau dispositif a été réalisé en 2005.

En 2022, la commune comptait 195 habitants, en évolution de −9,3 % par rapport à 2016 (Ardennes : −2,97 %, France hors Mayotte : +2,11 %).
| 1793 | 1800 | 1806 | 1821 | 1831 | 1836 | 1841 | 1846 | 1851 |
| ---- | ---- | ---- | ---- | ---- | ---- | ---- | ---- | ---- |
| 333  | 302  | 370  | 385  | 422  | 410  | 400  | 413  | 406  |

| 1866 | 1872 | 1876 | 1881 | 1886 | 1891 | 1896 | 1901 | 1906 |
| ---- | ---- | ---- | ---- | ---- | ---- | ---- | ---- | ---- |
| 375  | 366  | 345  | 330  | 290  | 305  | 291  | 287  | 277  |

| 1911 | 1921 | 1926 | 1931 | 1936 | 1946 | 1954 | 1962 | 1968 |
| ---- | ---- | ---- | ---- | ---- | ---- | ---- | ---- | ---- |
| 277  | 235  | 225  | 222  | 258  | 82   | 269  | 270  | 191  |

| 1975 | 1982 | 1990 | 1999 | 2005 | 2006 | 2010 | 2015 | 2020 |
| ---- | ---- | ---- | ---- | ---- | ---- | ---- | ---- | ---- |
| 172  | 146  | 151  | 139  | 178  | 180  | 183  | 207  | 199  |

| 2022 | - | - | - | - | - | - | - | - |
| ---- | - | - | - | - | - | - | - | - |
| 195  | - | - | - | - | - | - | - | - |

## Culture locale et patrimoine

### Lieux et monuments
- Église Saint-Martin, édifiée après la Seconde Guerre mondiale et ouverte au culte en 1963.
- Croix-Morel : calvaire érigé en 1743 par les époux Morelle.
- Ouvrage de La Ferté : mai 1940, petit ouvrage d'infanterie de la tête de pont de Montmédy, prolongement de la ligne Maginot. Construit entre 1935 et 1939, il comprend deux blocs de combat dont l'un est encore équipé d'un canon antichar de 47 mm et l'autre d'une tourelle à éclipse pour deux armes mixtes. C'est un des très rares sites où sont toujours implantés les réseaux défensifs de rails et barbelés. Deux casemates d'artillerie pour canons de 75 mm ont été édifiées à proximité. Sur le site, un monument commémoratif a été inauguré en 1950. En face se trouve un petit cimetière militaire dans lequel repose une partie de la garnison de l'ouvrage.
- Autour du village, restes des ouvrages de campagne construits en 1939-1940. Plaque commémorative des combats de 1940 sur le bâtiment de la mairie.

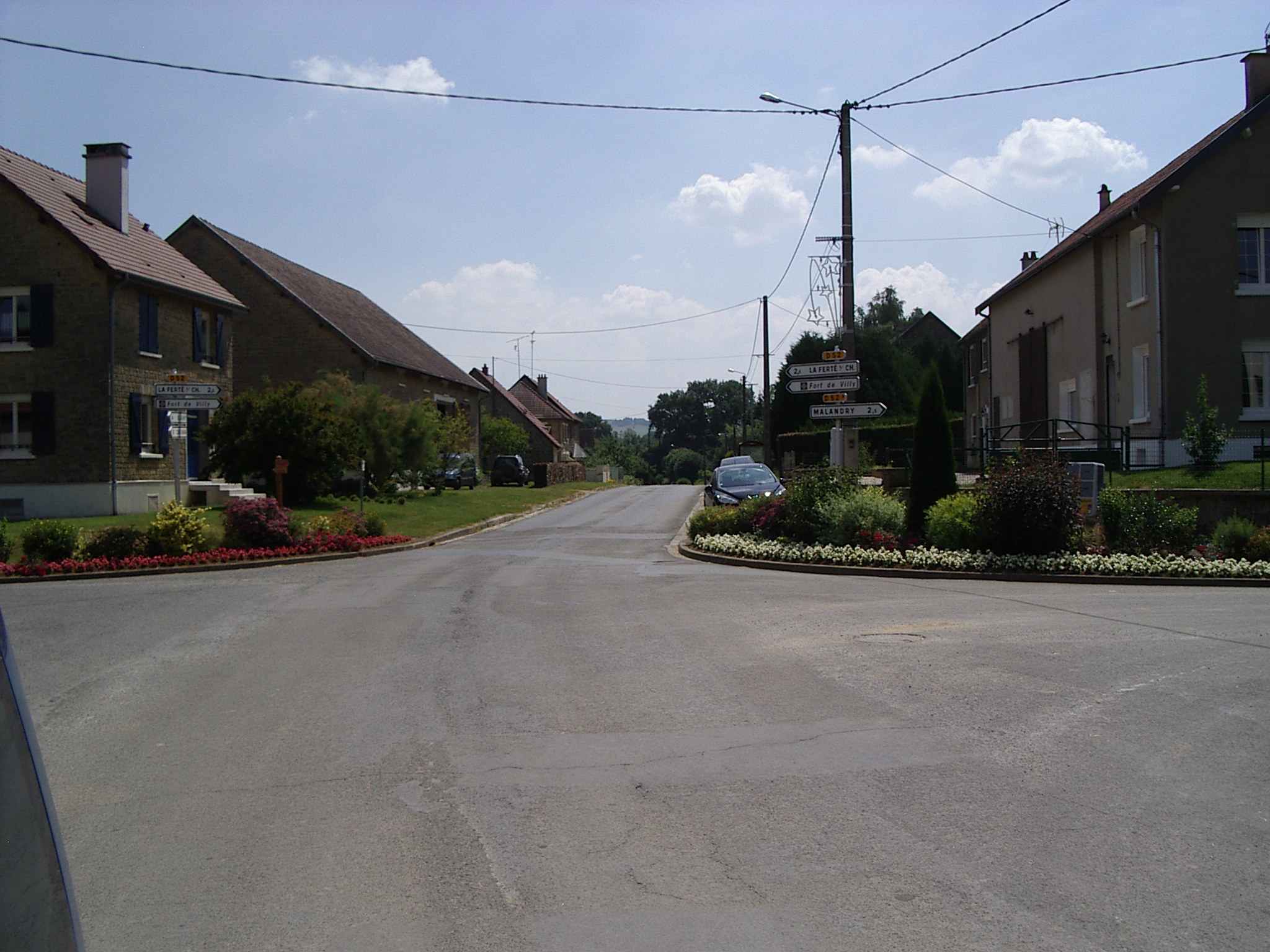
Le village.
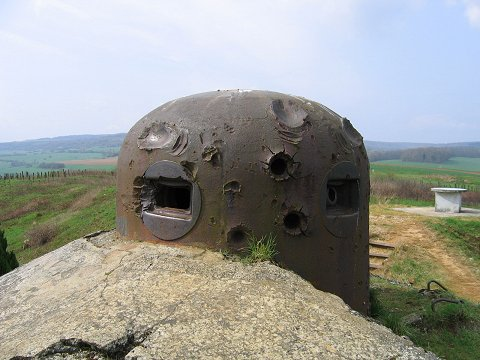
Cloche d’observation et de défense surmontant l'ouvrage de La Ferté.

### Personnalités liées à la commune
- Parmi les seigneurs de Villy, figurent des membres de la famille de Custine. Cette famille a joué un rôle important en pays d'Yvois (Carignan), et en Lorraine. Elle s'est alliée à la plupart des familles de la noblesse des Ardennes et de Lorraine. Elle est issue d'un fief situé sur le territoire d'une commune wallonne, orthographiée ultérieurement Custinne, située plus au nord, à 22 km de Givet, 15 km de Dinant et 10 km de Rochefort. Le fief de Custine appartenait à l'ancien comté de Rochefort. Un certain Pierre de Custine, fils de Jehan de Custine, est né  en 1407 et est mort en 1432. Il a épousé en 1429 Ermengarde de Lombut, et a pris possession du château de Lombut. Son petit-fils, Colard de Custine de Lombut, épouse en 1467 Marguerite de Villy, qui possède la seigneurie de Villy et celle d'Auflance. Les Custine s'installent au château d'Auflance. Une des branches issues de cette famille a possédé en Lorraine le fief de Condé-sur-Moselle, près de Nancy, qui fut rebaptisé Custine au XVIIIe siècle. Cette famille ayant des possessions dans les marches du royaume de France a toujours eu, au fil des générations successives, des membres optant pour une carrière militaire, comme officier, jusqu'à la Révolution française. Elle a même compté, parmi ses descendants lorrains, un colonel de l'armée royale française, ayant notamment participé aux côtés de La Fayette à la guerre d'indépendance des États-Unis, devenu ensuite général de l'armée de la République française, Adam-Philippe de Custine. Ses origines nobiliaires ont inquiété le pouvoir révolutionnaire. Il a finalement été guillotiné pendant la période de la Terreur, bien qu'ayant servi le régime républicain a priori avec loyauté[1],[27].
- Un horloger, du nom de Raimon, a travaillé à Villy au XVIIIe siècle. Il a fabriqué notamment une horloge pour l'église Saint-Sulpice de Paris, ainsi que pour l'église de Gérouville. Le mécanisme de l'horloge de Gérouville, marqué à son nom (Raimon, de Villy), figure au musée Gaumais à Virton[1],[28].

### Héraldique
|  | Les armoiries de Villy se blasonnent ainsi : Parti : au 1er de gueules à deux masses d'armes d'argent passées en sautoir, au 2e d'argent à la tourelle à éclipse d'un fort souterrain de sable, ajourée du champ, posée sur un mont écimé de sinople mouvant de la pointe, couronné de sable, le tout sommé d'un chef de sable chargé d'une fleur de lis d'or. |